# Кор д’Ален (Ајдахо)
Кор д'Ален (енгл. Coeur dAlene) (/ˈkɒr dəˈleɪn/ ( слушај), kore-duh-Lane) град је у америчкој савезној држави Ајдахо.

## Демографија
По попису из 2010. године број становника је 44.137, што је 9.623 (27,9%) становника више него 2000. године.
| Група                 | 2000.          | 2010.          |
| Белци                 | 32.463 (94,1%) | 40.211 (91,1%) |
| Афроамериканци        | 77 (0,2%)      | 175 (0,4%)     |
| Азијати               | 209 (0,6%)     | 364 (0,8%)     |
| Амерички староседеоци | 267 (0,8%)     | 520 (1,2%)     |
| Хиспаноамериканци     | 932 (2,7%)     | 1.911 (4,3%)   |
| Укупно                | 34.514         | 44.137         |